# Österreichische Alpine Skimeisterschaften 2009
Die Österreichischen Alpinen Skimeisterschaften 2009 fanden von 17. bis 23. März in Lackenhof am Ötscher und in Saalbach-Hinterglemm statt. Die Technikbewerbe konnten programmgemäß in Lackenhof ausgetragen werden, die ebenfalls für Lackenhof geplanten Super-Gs mussten wegen Neuschnees und schlechter Sicht nach Saalbach-Hinterglemm verlegt werden. Dadurch verschoben sich auch die ursprünglich für 26. März angesetzten Abfahrten in Saalbach-Hinterglemm um einen Tag. Nach weiteren Verschiebungen wegen großer Neuschneemengen mussten sie schließlich abgesagt werden. Die Rennen waren zumeist international besetzt, um die Österreichische Meisterschaft fuhren jedoch nur die österreichischen Teilnehmer.

## Herren

### Abfahrt
Abgesagt.

### Super-G
| Platz | Name                 | Zeit        |
| ----- | -------------------- | ----------- |
| 01    | Hannes Reichelt      | 1:16,99 min |
| 02    | Klaus Kröll          | 1:17,25 min |
| 03    | Stephan Görgl        | 1:17,46 min |
| 04    | Manuel Kramer        | 1:17,57 min |
| 05    | Christoph Alster     | 1:17,65 min |
| 06    | Michael Zach         | 1:17,74 min |
| 07    | Joachim Puchner      | 1:17,81 min |
| 08    | Johannes Unterberger | 1:17,98 min |
| 09    | Romed Baumann        | 1:18,03 min |
| 10    | Otmar Striedinger    | 1:18,19 min |

Datum: 23. März 2009

Ort: Saalbach-Hinterglemm

Piste: Schneekristall, Zwölferkogel

Start: 1650 m, Ziel: 1060 m

Höhendifferenz: 590 m

Tore: 42
Ursprünglicher Termin: 19. März, Lackenhof

### Riesenslalom
| Platz | Name                | Zeit        |
| ----- | ------------------- | ----------- |
| 01    | Hannes Reichelt     | 1:41,21 min |
| 02    | Mario Matt          | 1:41,26 min |
| 03    | Joachim Puchner     | 1:41,51 min |
| 04    | Hannes Brenner      | 1:41,55 min |
| 05    | Kryštof Krýzl (CZE) | 1:41,57 min |
| 06    | Stephan Görgl       | 1:41,62 min |
| 07    | Marcel Hirscher     | 1:41,65 min |
| 08    | Christoph Nösig     | 1:41,78 min |
| 09    | Michael Zach        | 1:41,80 min |
| 10    | Christian Walder    | 1:41,87 min |

Datum: 20. März 2009

Ort: Lackenhof

Piste: Distelpiste, Ötscher

Start: 1140 m, Ziel: 880 m

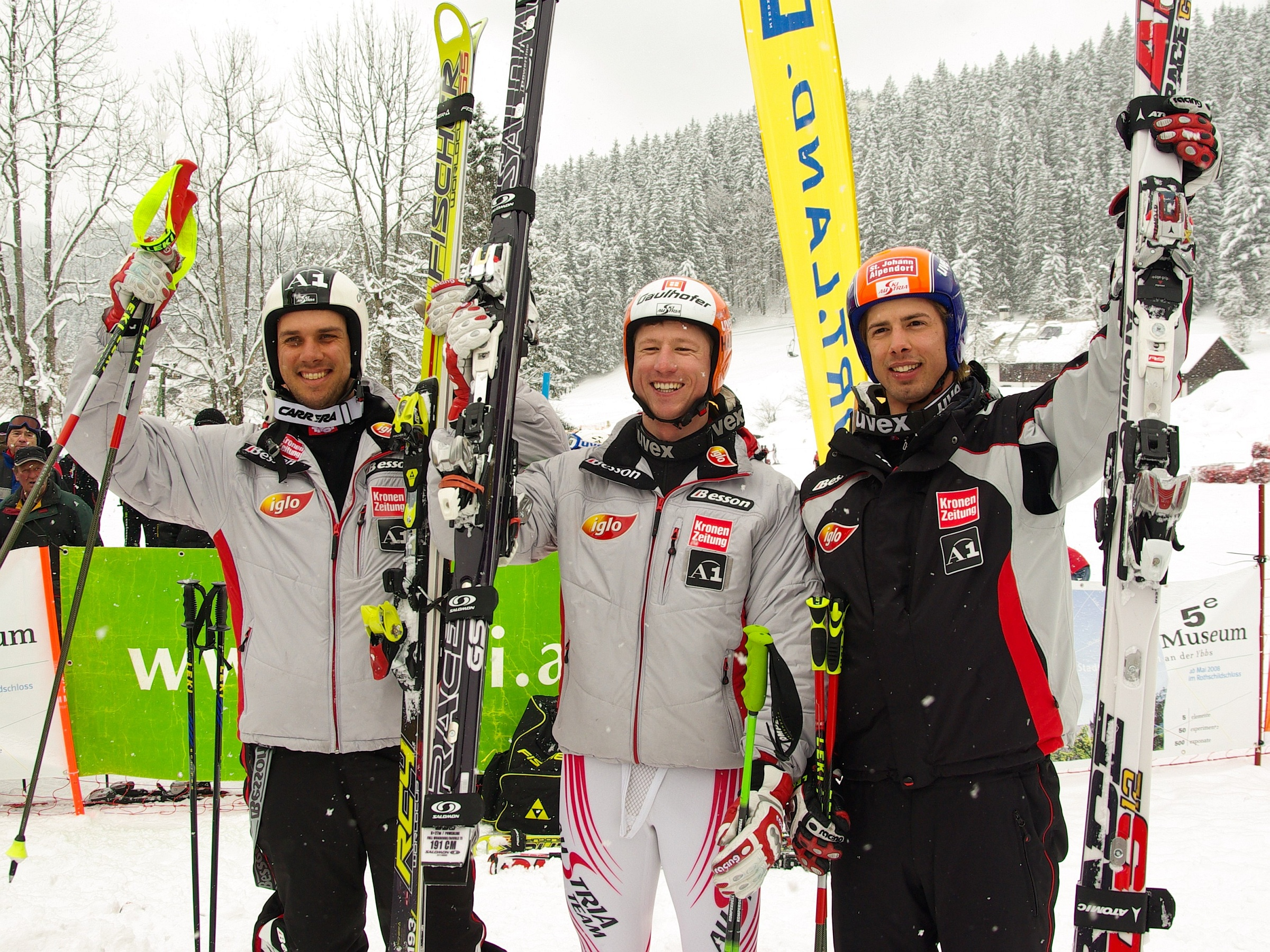
Siegerbild Riesenslalom: Matt, Reichelt und Puchner

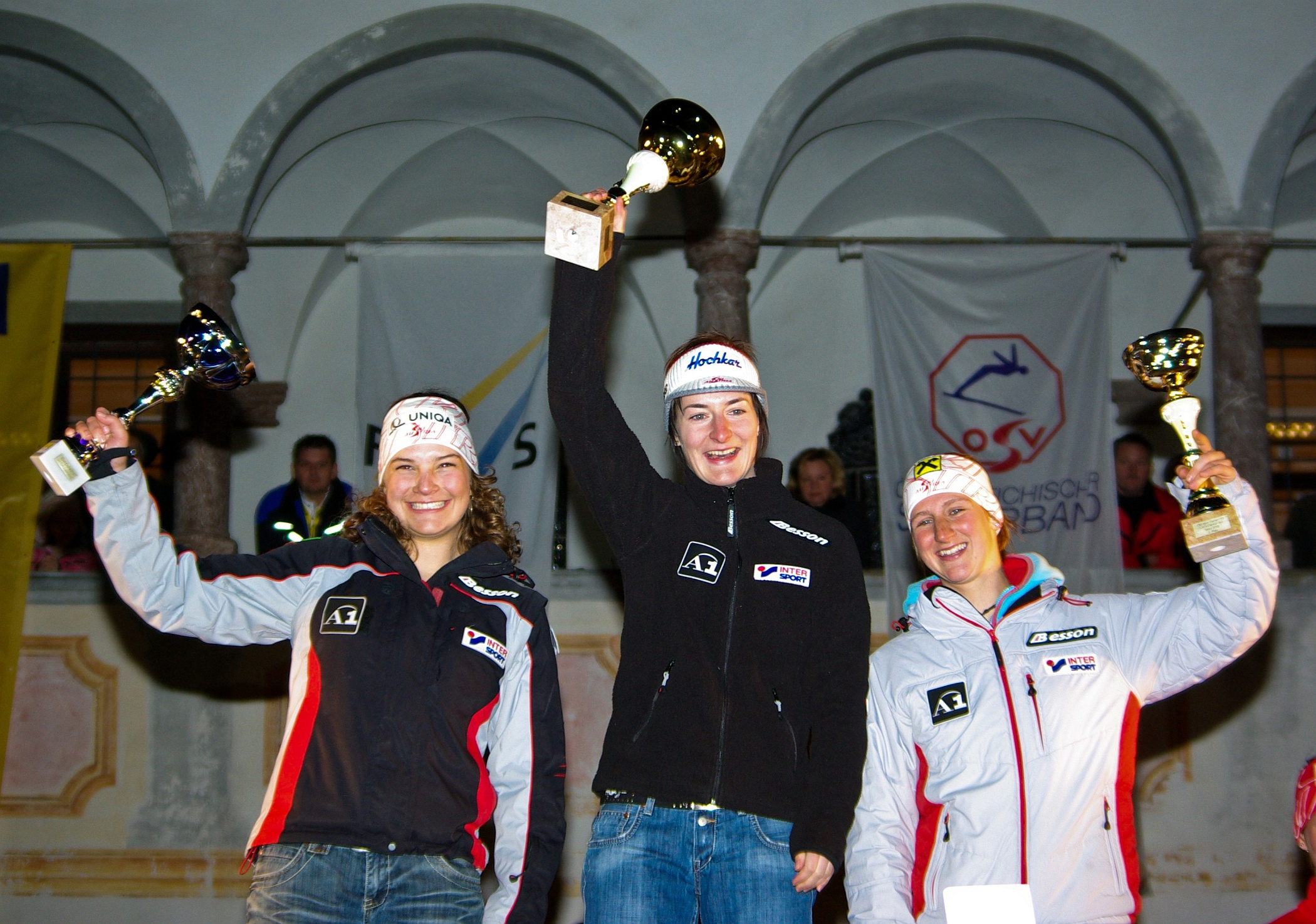
Siegerehrung Riesenslalom: Siebenhofer, Zettel und Hackl

Streckenlänge: 1090 m, Höhendifferenz: 260 m

Tore 1. Lauf: 32, Tore 2. Lauf: 32

### Slalom

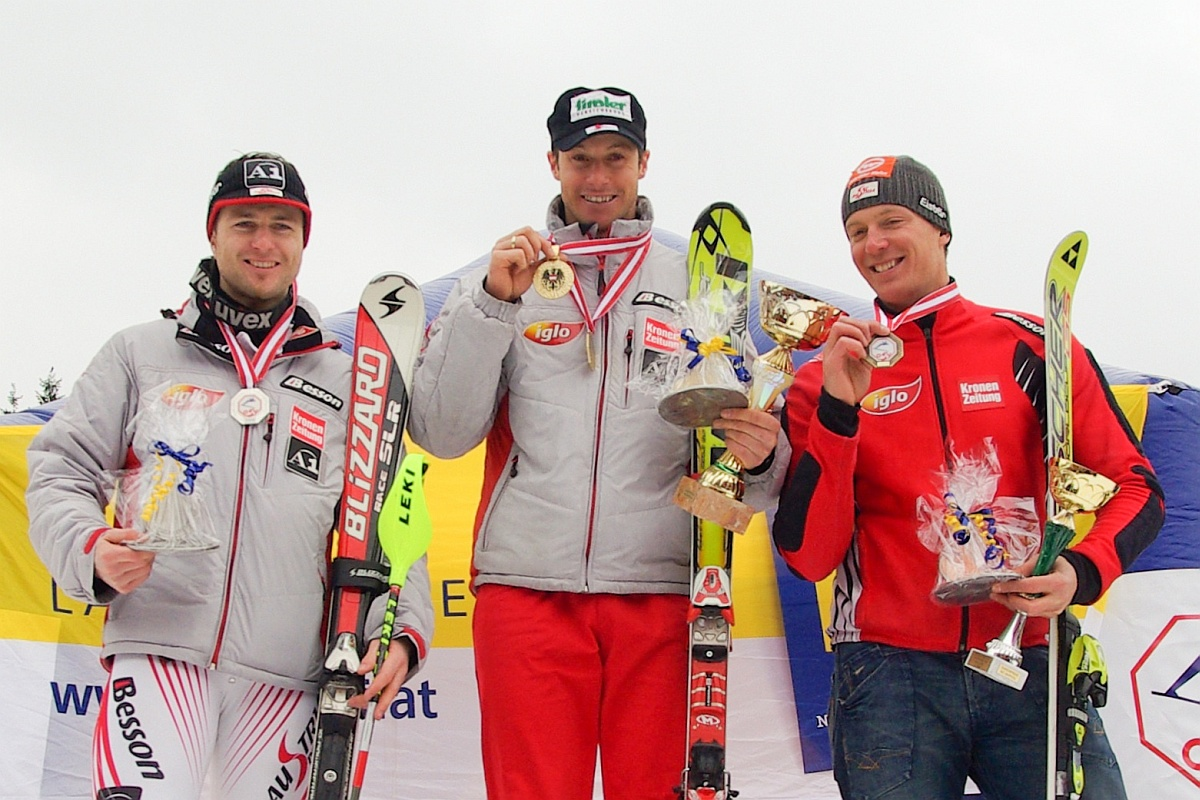
Siegerehrung Slalom: Herbst, Pranger und Omminger

| Platz | Name                   | Zeit        |
| ----- | ---------------------- | ----------- |
| 01    | Manfred Pranger        | 1:42,60 min |
| 02    | Reinfried Herbst       | 1:43,40 min |
| 03    | Andreas Omminger       | 1:44,39 min |
| 04    | Patrick Bechter        | 1:44,62 min |
| 05    | Natko Zrnčić-Dim (CRO) | 1:44,72 min |
| 06    | Thomas König           | 1:46,98 min |
| 07    | Dean Todorow (BUL)     | 1:47,39 min |
| 08    | Alwin de Quartel (NED) | 1:48,07 min |
| 09    | Cornelius Deuring      | 1:48,41 min |
| 10    | Ivan Ratkić (CRO)      | 1:48,47 min |

Datum: 21. März 2009

Ort: Lackenhof

Piste: Distelpiste, Ötscher

Start: 1225 m, Ziel: 1050 m

Höhendifferenz: 175 m

Tore 1. Lauf: 60, Tore 2. Lauf: 60

### Kombination
Die Kombination setzt sich aus den Ergebnissen von Slalom, Riesenslalom und Super-G zusammen.
| Platz | Name                |
| ----- | ------------------- |
| 01    | Thomas König        |
| 02    | Clemens Nagiller    |
| 03    | Lukas Tippelreither |

## Damen

### Abfahrt
Abgesagt.

### Super-G
| Platz | Name                | Zeit        |
| ----- | ------------------- | ----------- |
| 01    | Nicole Schmidhofer  | 1:20,29 min |
| 02    | Stefanie Köhle      | 1:21,26 min |
| 03    | Ramona Siebenhofer  | 1:21,63 min |
| 04    | Eva-Maria Brem      | 1:21,71 min |
| 05    | Stefanie Moser      | 1:21,76 min |
| 06    | Mariella Voglreiter | 1:21,95 min |
| 07    | Margret Altacher    | 1:22.26 min |
| 08    | Karin Nagy          | 1:22,52 min |
| 09    | Carmen Thalmann     | 1:22,54 min |
| 10    | Sabrina Baumgartner | 1:22,56 min |

Datum: 23. März 2009

Ort: Saalbach-Hinterglemm

Piste: Schneekristall, Zwölferkogel

Start: 1650 m, Ziel: 1060 m

Höhendifferenz: 590 m

Tore: 42
Ursprünglicher Termin: 19. März, Lackenhof

### Riesenslalom
| Platz | Name                   | Zeit        |
| ----- | ---------------------- | ----------- |
| 01    | Kathrin Zettel         | 1:37,80 min |
| 02    | Ramona Siebenhofer     | 1:39,96 min |
| 03    | Karin Hackl            | 1:40,55 min |
| 04    | Stefanie Köhle         | 1:40,71 min |
| 05    | Frida Hansdotter (SWE) | 1:40,74 min |
| 06    | Carmen Thalmann        | 1:40,75 min |
| 07    | Stefanie Moser         | 1:40,76 min |
| 08    | Nicole Schmidhofer     | 1:40,96 min |
| 09    | Eva-Maria Brem         | 1:41,35 min |
| 10    | Rabea Grand (SUI)      | 1:41,88 min |

Datum: 18. März 2009

Ort: Lackenhof

Piste: Distelpiste, Ötscher

Start: 1140 m, Ziel: 880 m

Streckenlänge: 1090 m, Höhendifferenz: 260 m

Tore 1. Lauf: 32, Tore 2. Lauf: 32

### Slalom
| Platz | Name               | Zeit        |
| ----- | ------------------ | ----------- |
| 01    | Kathrin Zettel     | 1:51,63 min |
| 02    | Alexandra Daum     | 1:52,49 min |
| 03    | Anna Fenninger     | 1:52,79 min |
| 04    | Carmen Thalmann    | 1:52,93 min |
| 05    | Ramona Siebenhofer | 1:53,42 min |
| 06    | Michaela Nösig     | 1:53,62 min |
| 07    | Mizue Hoshi (JPN)  | 1:53,81 min |
| 08    | Karin Hackl        | 1:53,87 min |
| 09    | Nicole Hosp        | 1:54,10 min |
| 10    | Karen Persyn (BEL) | 1:54,11 min |

Datum: 17. März 2009

Ort: Lackenhof

Piste: Distelpiste, Ötscher

Start: 1030 m, Ziel: 840 m

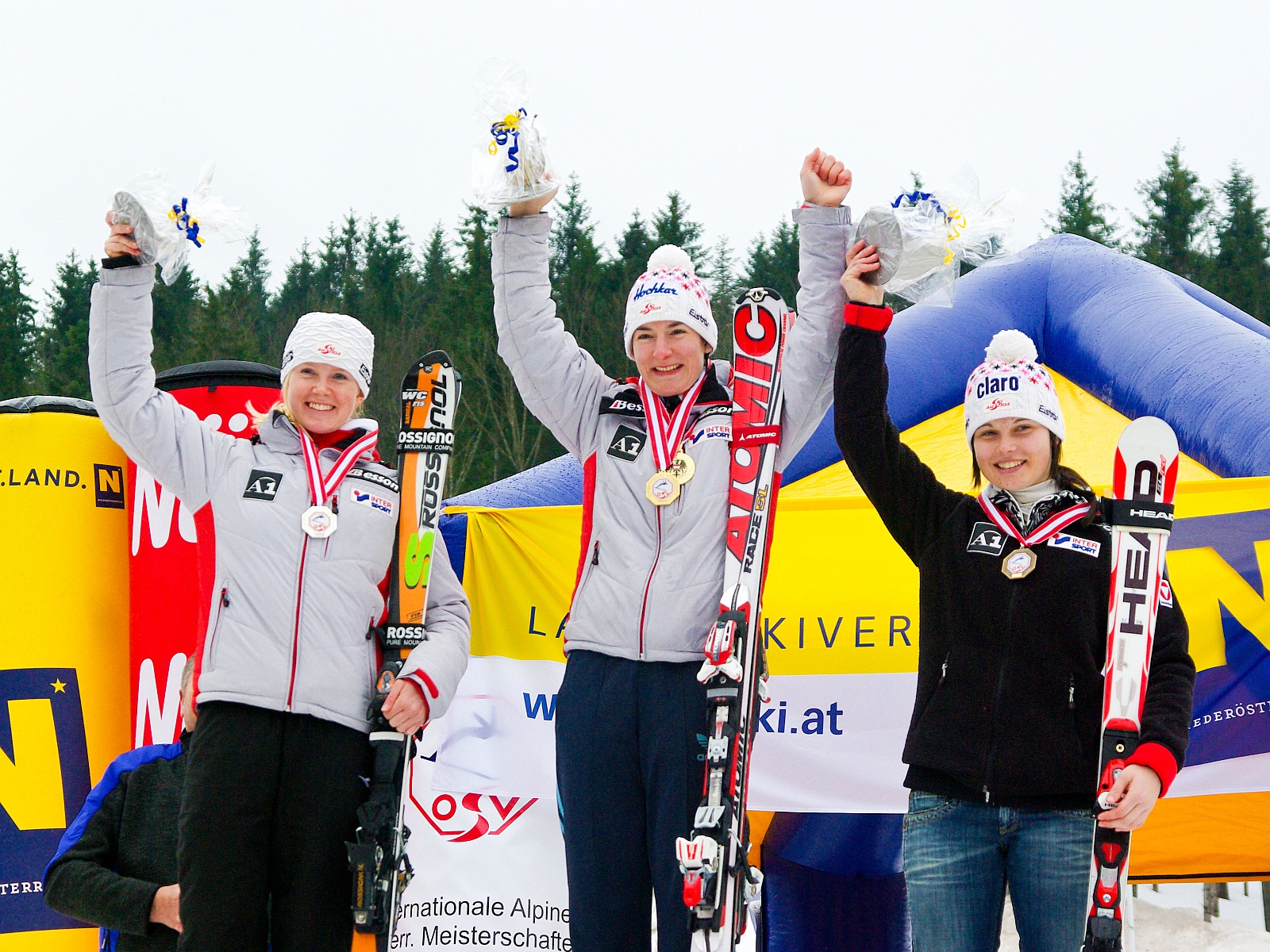
Siegerehrung Slalom: Daum, Zettel und Fenninger

Streckenlänge: 645 m, Höhendifferenz: 190 m

Tore 1. Lauf: 58, Tore 2. Lauf: 67

### Kombination
Die Kombination setzt sich aus den Ergebnissen von Slalom, Riesenslalom und Super-G zusammen.
| Platz | Name               |
| ----- | ------------------ |
| 01    | Ramona Siebenhofer |
| 02    | Carmen Thalmann    |
| 03    | Eva-Maria Brem     |